# Nagrody bukmacherskie
Nagrody bukmacherskie – doroczny i jedyny w Polsce plebiscyt, w którym oceniani są legalni operatorzy zakładów wzajemnych, mający pozwolenie od Ministerstwa Finansów na prowadzenie działalności bukmacherskiej i działający na podstawie przepisów Ustawy hazardowej. Plebiscyt odbywa się od 2018 roku, a od 2023 roku partnerem medialnym gali Nagród Bukmacherskich są portal Onet oraz “Przegląd Sportowy”.

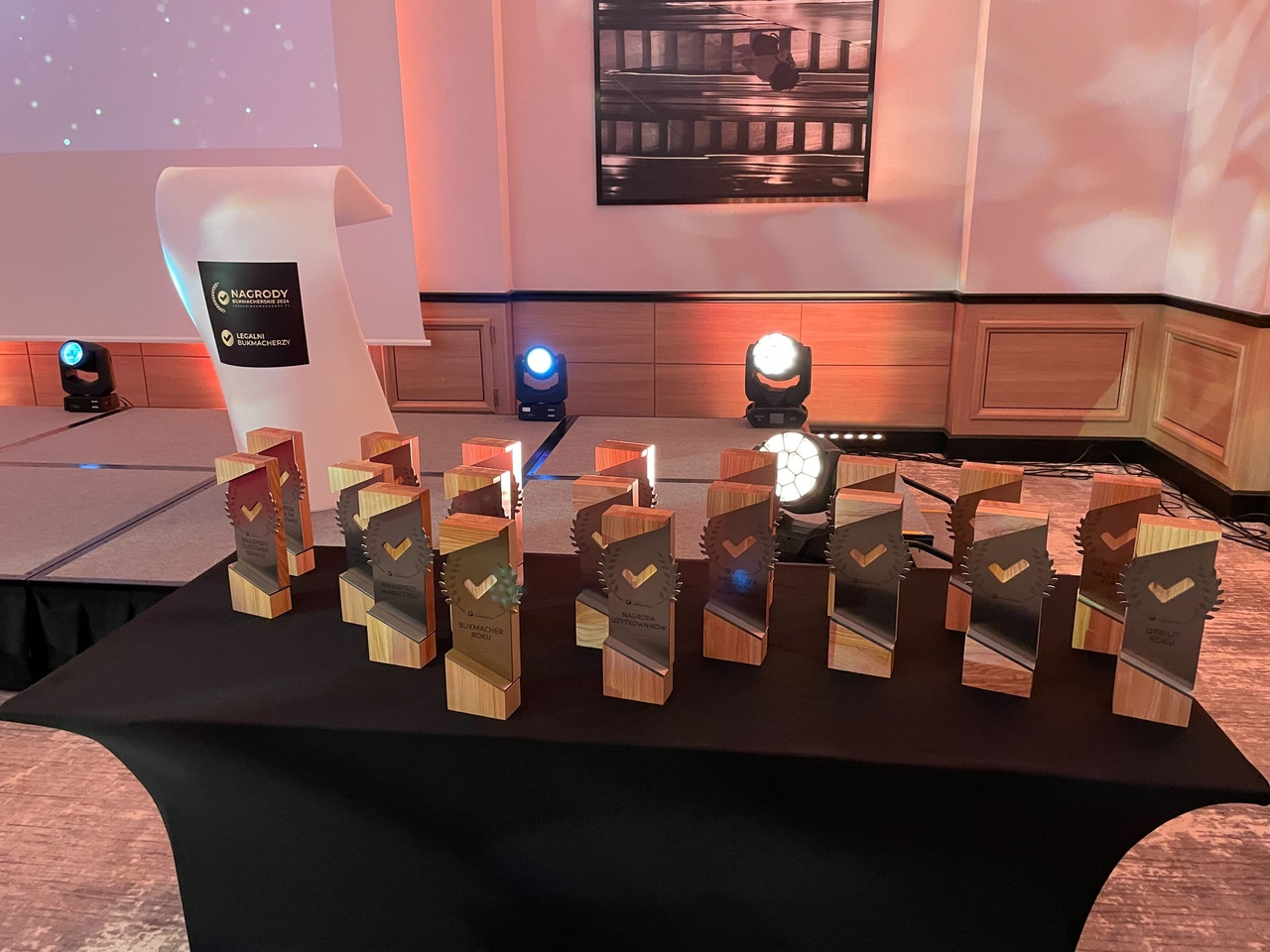
Statuetki - Nagrody Bukmacherskie 2024

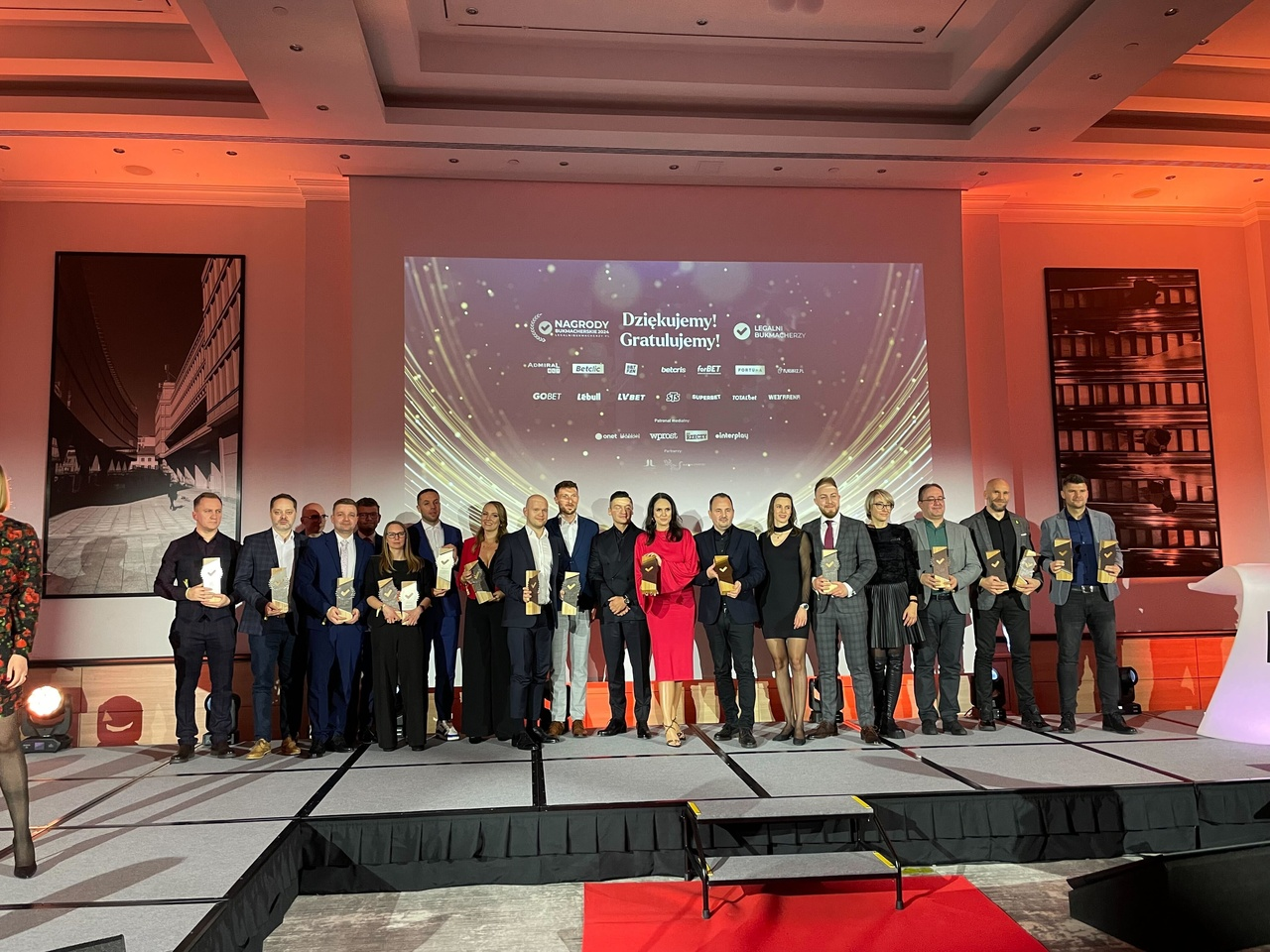
Laureaci - Nagrody Bukmacherskie 2024

## Historia
Pierwsza edycja gali Nagród Bukmacherskich, odbyła się w 2019 roku i była podsumowaniem 2018 roku w branży bukmacherskiej. Od początku rolę konferansjera pełni znany dziennikarz sportowy – Jerzy Mielewski. Gala Nagród Bukmacherskich odbywa się co roku w Warszawie, z wyjątkiem roku 2021, kiedy odbyła się w formie online ze względu na obostrzenia związane z pandemią.
Obecnie Nagrody Bukmacherskie przyznawane są w 16 kategoriach. Przyznawane są przez Kapitułę złożoną z redaktorów i ekspertów portalu Legalni Bukmacherzy oraz użytkowników (w jednej kategorii).

## Zasady przyznawania nagród bukmacherskich
Na przyznanie Nagrody Bukmacherskiej wpływ mają m.in.:
- Testy produktu przez zespół serwisu legalnibukmacherzy.pl
- Wywiady z osobami z branży
- Opinie graczy
- Odpowiedzi bukmacherów na pytania związane z ich ofertą, promocjami oraz produktami
- Dane dotyczące marż bukmacherskich

W ramach oceny, przy wyborze nominatów do poszczególnych kategorii, eksperci branży bukmacherskiej przeprowadzają analizę oraz testy przez cały rok, przede wszystkim w okresie, gdy odbywają się najważniejsze wydarzenia sportowe. Oceniają m.in. ofertę zakładów bukmacherskich, produkty bukmachera (np. aplikację, stronę czy promocje) oraz marketing.

## Laureaci Nagród Bukmacherskich
Do tej pory odbyło się 7 edycji Nagród Bukmacherskich. Liderem w liczbie zdobytych wyróżnień jest bukmacher Fortuna.
| Bukmacher  | Ilość zdobytych wyróżnień |
| Fortuna    | 22 nagrody                |
| STS        | 19 nagród                 |
| Superbet   | 19 nagród                 |
| forBET     | 7 nagród                  |
| LVBET      | 7 nagród                  |
| TOTALbet   | 4 nagrody                 |
| GOBET      | 3 nagroda                 |
| Betcris    | 2 nagrody                 |
| ComeOn     | 1 nagroda                 |
| BETFAN     | 1 nagroda                 |
| AdmiralBet | 1 nagroda                 |
| eWinner    | 1 nagroda                 |
| Totolotek  | 1 nagroda                 |

## Nagrody bukmacherskie 2024
Za 2024 roku serwis LegalniBukmacherzy.pl przyznał nagrody w 16 kategoriach. Najważniejsze wyróżnienie – bukmacher roku 2024 otrzymał Superbet. Galę po raz kolejny prowadził znany dziennikarz Jerzy Mielewski a na uroczystości wręczenia Nagród pojawili się ambasadorowie marek m.in.: Łukasz Jurkowski “Juras”, znany komentator sportów walki, Bartek Ignacik, a także działacz koszykarski i komentator spotkań koszykarskich - Mirosław Noculak
| Kategoria                             | Zwycięzca        |
| Bukmacher roku                        | Superbet         |
| Najlepsza oferta na Piłkę Nożną       | Superbet         |
| Najlepsza oferta na Tenis             | Fortuna          |
| Najlepsza Aplikacja mobilna           | Superbet         |
| Najlepszy Marketing                   | Betclic          |
| Najlepsza oferta na Esport            | LVBET            |
| Debiut roku                           | AdmiralBET       |
| Najlepsza oferta na Sporty walki      | Betclic          |
| Najlepsze zakłady live                | STS              |
| Najlepsze kursy bukmacherskie         | TOTALbet         |
| Najlepsze Zakłady specjalne           | BETFAN           |
| Najlepszy Customer Service            | LVBET            |
| Najlepsza oferta powitalna            | forBET, TOTALbet |
| Najlepsze promocje dla stałych graczy | Fortuna, GOBET   |
| Najlepsza oferta na Koszykówkę        | STS              |
| Nagroda użytkowników                  | GOBET            |
| Najlepszy Affiliate Manager           | Igor Kośliński   |

Nowymi Partnerami medialnymi Nagród Bukmacherskich od gali plebiscytu za 2024 rok zostali: Wprost, Do rzeczy, Interplay. 

## Nagrody bukmacherskie 2023
W 2023 roku serwis legalnibukmacherzypl przyznał nagrody w piętnastu kategoriach. Najważniejsze wyróżnienie – bukmacher roku otrzymał Superbet, który zdobył łącznie 6 nagród i był nominowany w ośmiu kategoriach.
| Kategoria                             | Zwycięzca |
| Bukmacher Roku                        | Superbet  |
| Najlepsza oferta na piłkę nożną       | Superbet  |
| Najlepsza oferta na żużel             | STS       |
| Najlepsza oferta na sporty walki      | Fortuna   |
| Najlepsza oferta na skoki narciarskie | STS       |
| Najlepsza oferta na tenis             | Fortuna   |
| Najlepsza oferta na esport            | LVBET     |
| Najlepsza oferta – zakłady LIVE       | Superbet  |
| Najlepsze kursy bukmacherskie         | TOTALbet  |
| Najlepsza aplikacja mobilna           | Superbet  |
| Najlepszy customer service            | forBET    |
| Najlepszy marketing                   | Superbet  |
| Odpowiedzialny bukmacher              | STS       |
| Debiut roku                           | ComeOn    |
| Nagroda użytkowników                  | Superbet  |

Ambasadorami marki są m.in. Jerzy Dudek oraz Sławomir Peszko. Obaj pojawili się na gali Nagrody Bukmacherskie 2023.

## Nagrody bukmacherskie 2022
Piąta edycja nagród bukmacherskich organizowanych przez serwis legalnibukmacherzy.pl zdominowana została przez bukmachera Superbet, który otrzymał 5 nagród i 7 nominacji, w tym nagrodę bukmachera roku.
| Kategoria                             | Zwycięzca |
| Bukmacher Roku                        | Superbet  |
| Najlepsza oferta na piłkę nożną       | Fortuna   |
| Najlepsza oferta na żużel             | forBET    |
| Najlepsza oferta na sporty walki      | Fortuna   |
| Najlepsza oferta na skoki narciarskie | STS       |
| Najlepsza oferta na tenis             | Fortuna   |
| Najlepsza oferta na esport            | LVBET     |
| Najlepsza oferta – zakłady LIVE       | STS       |
| Najlepsze kursy bukmacherskie         | TOTALbet  |
| Najlepsza aplikacja mobilna           | Superbet  |
| Najlepszy customer service            | Superbet  |
| Najlepszy marketing                   | Superbet  |
| Odpowiedzialny bukmacher              | STS       |
| Debiut roku                           | GOBET     |
| Nagroda użytkowników                  | Superbet  |

Podczas gali Nagrody Bukmacherskie 2022, goście wydarzenia mogli obejrzeć występ popularnego aktora, Andrzeja Grabowskiego.

## Nagrody bukmacherskie 2021
W 2021 roku rozdano aż 15 nagród. Największe powody do zadowolenia miała Fortuna, która nie tylko wygrała nagrodę bukmachera roku, ale również otrzymała najwięcej statuetek (5).
| Kategoria                        | Zwycięzca |
| Najlepszy bukmacher              | Fortuna   |
| Bukmacherski debiut roku         | Betcris   |
| Najlepsza oferta na piłkę nożną  | STS       |
| Najlepsza oferta na tenis        | Fortuna   |
| Najlepsza oferta na żużel        | eWinner   |
| Najlepsza oferta na skoki        | Fortuna   |
| Najlepsza oferta na esport       | Betcris   |
| Najlepsza oferta na sporty walki | Fortuna   |
| Najlepsza aplikacja mobilna      | Superbet  |
| Najlepsze zakłady LIVE           | STS       |
| Najlepsze kursy                  | TOTALbet  |
| Najlepszy marketing              | Superbet  |
| Najlepszy customer service       | LVBET     |
| Odpowiedzialny bukmacher         | Fortuna   |
| Nagroda użytkowników             | Superbet  |

## Nagrody bukmacherskie 2020
Podczas trzeciej edycji Nagród Bukmacherskich organizowanych przez serwis “Legalni Bukmacherzy” wybrano zwycięzców w dwunastu kategoriach. Tytuł bukmachera roku trafił do Fortuny, która wygrała w czterech kategoriach.
| Kategoria                   | Zwycięzca                                      |
| Najlepszy bukmacher         | Fortuna                                        |
| Bukmacherski debiut roku    | Superbet                                       |
| Najlepsza oferta            | Fortuna                                        |
| Najlepsza aplikacja mobilna | STS                                            |
| Najlepsze zakłady LIVE      | STS                                            |
| Najlepsze kursy             | forBET                                         |
| Innowacja roku              | Superbet                                       |
| Najlepszy marketing         | Fortuna, forBET                                |
| Najlepszy affiliate manager | Adam Kazberuk (LVBET) Igor Kośliński (Fortuna) |
| Najlepszy customer service  | STS                                            |
| Odpowiedzialny bukmacher    | Fortuna                                        |
| Nagroda użytkowników        | Superbet                                       |

## Nagrody bukmacherskie 2019
Druga edycja Nagród Bukmacherskich została już rozszerzona o pięć kategorii. Łącznie przyznano jedenaście nagród. Wyróżnienie w kategorii bukmacher roku otrzymała Fortuna, która zdobyła trzy nagrody. Taką samą liczbę statuetek otrzymał STS.
| Kategoria                    | Zwycięzca                                        |
| Najlepszy bukmacher          | Fortuna                                          |
| Bukmacherski debiut roku     | Betclic                                          |
| Najlepsza aplikacja mobilna  | forBET                                           |
| Najlepsze zakłady LIVE       | STS                                              |
| Najlepsze kursy              | forBET                                           |
| Innowacja roku               | STS                                              |
| Najlepszy marketing          | STS                                              |
| Najlepszy affiliate manager  | Radosław Barański (STS) Igor Kośliński (Fortuna) |
| Najlepszy customer service   | LVBET                                            |
| Najlepsza kampania społeczna | Fortuna                                          |
| Nagroda użytkowników         | Fortuna                                          |

## Nagrody bukmacherskie 2018
Podczas pierwszej edycji Nagród Bukmacherskich rozdano statuetki w sześciu kategoriach. Najbardziej prestiżowe wyróżnienie (bukmacher roku) otrzymała Fortuna, która wygrała łącznie dwie nagrody, podobnie jak STS.
| Kategoria                   | Zwycięzca |
| Bukmacher Roku              | Fortuna   |
| Najlepszy bukmacher LIVE    | STS       |
| Najlepsza aplikacja mobilna | Fortuna   |
| Najlepsze kursy             | forBET    |
| Najlepszy Affiliate Manager | Totolotek |
| Najlepszy marketing         | STS       |

### Nagrody za rok 2024 rok
1. https://legalnibukmacherzy.pl/nagrody-bukmacherskie-2024/
2. https://biznes.wprost.pl/technologie/internet/11899149/legalnibukmacherzypl-chcemy-edukowac-graczy.html[1]
3. https://dorzeczy.pl/ekonomia/675520/nagrody-bukmacherskie-portalu-legalnibukmacherzypl-swieto-branzy-zakladow-wzajemnych.html
4. https://www.wprost.pl/kraj/11902796/nagrody-bukmacherskie-portalu-legalnibukmacherzypl.html
5. https://przegladsportowy.onet.pl/bukmacherzy/superbet-bukmacherem-2024-roku-zobacz-jak-bylo-podczas-7-edycji-nagrod-bukmacherskich/wxbj5x0
6. https://www.gkskatowice.eu/news/superbet-znow-najlepszym-bukmacherem-w-polsce
7. https://www.lechpoznan.pl/aktualnosci,2,superbet-znow-najlepszym-bukmacherem-w-polsce,45188.html
8. https://legia.com/pilka-nozna/fortuna-wyrozniona-za-2024-rok-dwie-statuetki-dla-sponsora-legii/39766
9. https://www.gornikzabrze.pl/w/superbet-nagrodzony.-trzy-wyr%C3%B3%C5%BCnienia-dla-naszego-sponsora-
10. https://zawiszabydgoszcz.pl/gala-nagrod-bukmacherskich-legalnibukmacherzy-pl-za-nami/
11. https://www.kswmma.com/news/5460
12. https://e-play.pl/superbet-bukmacherem-roku-2024-nagrody-od-legalnibukmacherzy-pl-rozdane/
13. https://interplay.pl/nagrody-bukmacherskie-za-2024-rok-rozdane/
14. https://www.pap.pl/mediaroom/nagrody-bukmacherskie-przyznane-po-raz-siodmy
15. https://pogonszczecin.pl/w/sts-otrzyma%C5%82-dwie-statuetki-w-plebiscycie-nagr%C3%B3d-bukmacherskich
16. https://igamingpolska.pl/nagrody-legalnych-bukmacherow-superbet-obronil-tytul-operatora-roku/

### Nagrody za 2023 rok
1. https://lechia.pl/fortuna-nominowana-w-9-kategoriach-do-nagrod-bukmacherskich/
2. https://gieksainfo.pl/8-nominacji-dla-superbet-w-vi-edycji-nagrod-bukmacherskich/
3. https://ligabemowska.pl/aktualnosci/item/1613-totalbet-z-ponowna-nominacja-za-najlepsze-kursy-do-nagrod-bukmacherskich
4. https://sportsgroup.pl/aktualnosci/470-nominacje-forbet-do-nagrod-bukmacherskich-2023
5. https://interplay.pl/przyznano-nominacje-w-vi-edycji-nagrod-bukmacherskich/
6. https://www.pls.pl/news,totalbet-z-ponowna-nominacja-za-najlepsze-kursy-do-nagrod-bukmacherskich.html
7. https://legia.com/pilka-nozna/fortuna-nominowana-w-9-kategoriach-do-nagrod-bukmacherskich/12745
8. https://ekstraliga.pl/fortuna-nominowana-w-9-kategoriach-do-nagrod-bukmacherskich
9. https://projektwarszawa.waw.pl/nasz-partner-totalbet-z-ponowna-nominacja-za-najlepsze-kursy-do-nagrod-bukmacherskich/
10. https://www.stomilolsztyn.com/2024/01/05/8-nominacji-dla-superbet-w-vi-edycji-nagrod-bukmacherskich/
11. ForBET
12. https://przegladsportowy.onet.pl/inne-sporty/wybieramy-najlepszych-bukmacherow-2023-r/ltw5nyl
13. https://przegladsportowy.onet.pl/inne-sporty/poznalismy-najlepszych-bukmacherow/vxr0v9f
14. https://wmzpn.pl/?p=39300
15. https://portowaduma.pl/news/betcris-ponownie-nominowany-w-kategorii-najlepsza-oferta-na-esport/
16. https://inthecage.pl/fortuna-zdobyla-dwie-statuetki-nagrod-bukmacherskich-2023/
17. https://wartapoznan.pl/index.php/2023/01/18/totalbet-z-nominacja-do-nagrod-bukmacherskich-2022/

### Nagrody za 2022 rok
1. https://www.puszcza-niepolomice.pl/gobet-debiutuje-na-gali-nagrod-bukmacherskich-2022/
2. https://www.1liga.org/aktualnosci/fortuna-z-osmioma-nominacjami-do-nagrod-bukmacherskich-2022-10623
3. https://lechia.pl/newsy/art/oddajemy-glos-na-sts-w-v-edycji-nagrod-bukmacherskich
4. https://www.gazetapolska.pl/nagrody-bukmacherskie-2022-lista-nominowanych-do-nagrod-legalnych-bukmacherow
5. https://www.mmarocks.pl/zaklady-bukmacherskie/superbet-nominowany-do-nagrod-bukmacherskich-2022
6. https://podlaskizpn.org/index.php/2023/01/18/betrcis-z-nominacja-w-nagrodach-bukmacherskich-2022/
7. https://korona-kielce.pl/artykuly/2022/94488-goplusbet-debiutuje-na-gali-nagrod-bukmacherskich-2022/
8. https://www.wisla.krakow.pl/aktualnosci/aktualnosci/v-edycja-nagrod-bukmacherskich-gobet-w-rywalizacji-z-liderami-branzy
9. https://www.poloniastal.swidnica.pl/post/nominacje-superbet-do-nagr%C3%B3d-bukmacherskich-2022
10. https://kp-gkstychy.pl/aktualnosci/nominacje-superbet-do-nagrod-bukmacherskich-2022/
11. https://wmzpn.pl/?p=34472
12. https://portowaduma.pl/news/betcris-z-uznaniem-ekspertow/
13. https://wislakrakow.com/posts/v-edycja-nagrd-bukmacherskich-gobet-w-rywalizacji-z-liderami-brany/6511
14. https://www.goplusbet.pl/newsy/debiut-gobet-na-gali-nagrod-bukmacherskich-2022
15. https://pogonszczecin.pl/newsy/20230119115839/betcris-z-uznaniem-ekspertow
16. https://www.linkedin.com/posts/go-plus-bet_debiut-gobet-na-gali-nagr%C3%B3d-bukmacherskich-activity-7023990090116775937-9LcL/?originalSubdomain=pl
17. https://www.slaskwroclaw.pl/strona/aktualnosci/lv-bet-nominowany-do-nagrod-bukmacherskich-12849423